# Seznam představitelů Irska

Vlajka irského prezidenta
Poměr stran: 1:2

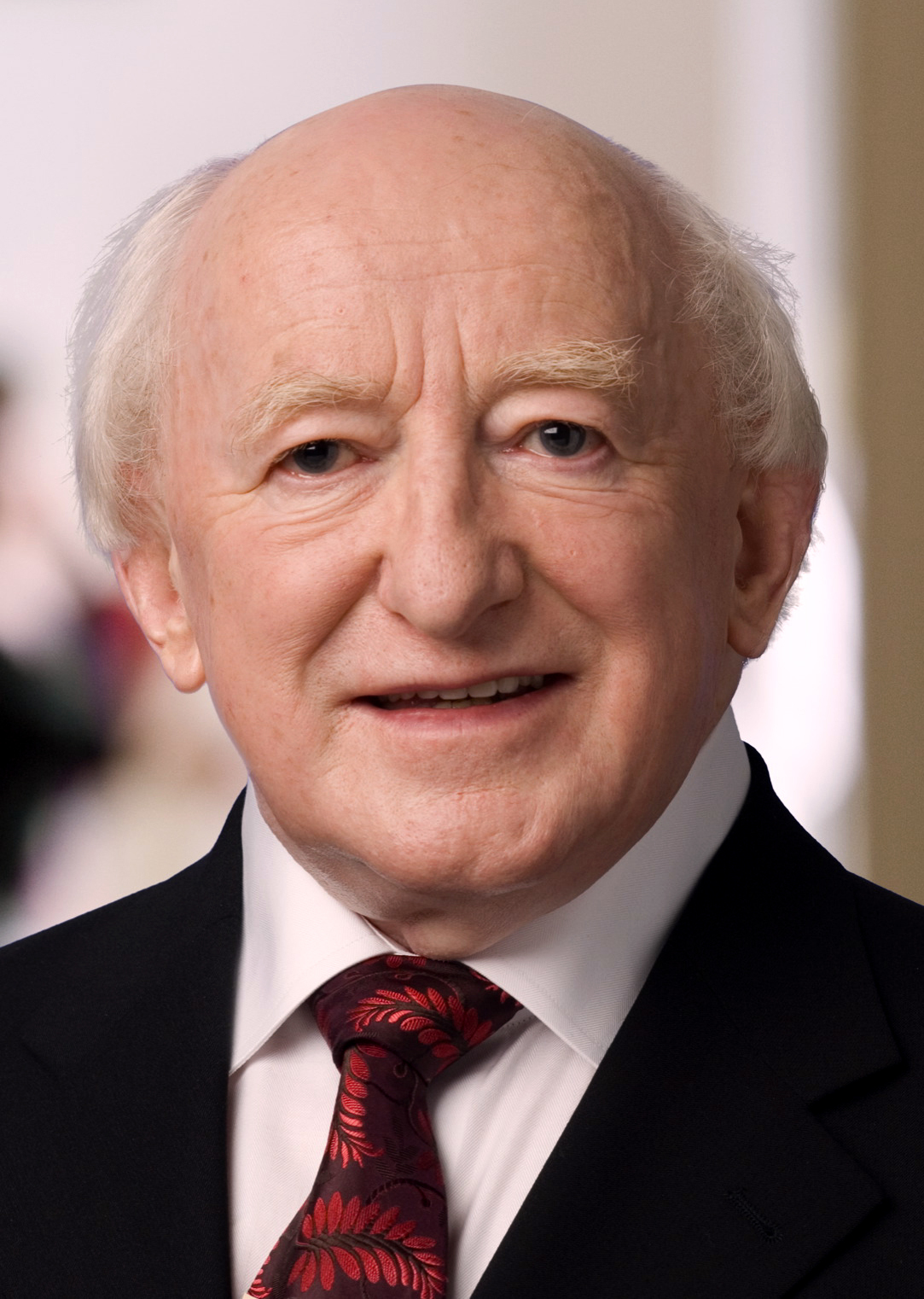
Současný irský prezident Michael D. Higgins

Toto je seznam představitelů Irska:

## Seznam generálních guvernérů Svobodného irského státu
- Timothy Michael Healy – 1922–1927
- James McNeill – 1927–1932
- Donal Buckley – 1932–1937

## Seznam prezidentů Irské republiky
Od vzniku Irské republiky v roce 1937 do současnosti se vystřídalo celkem 9 prezidentů.
| #  | Jméno                     | Obrázek                   | V úřadu            | V úřadu            | Nominován/a           | Nominován/a                | Volby |
| #  | Jméno                     | Obrázek                   | Od                 | Do                 | Nominován/a           | Nominován/a                | Volby |
| -- | ------------------------- | ------------------------- | ------------------ | ------------------ | --------------------- | -------------------------- | ----- |
| –  | Předsedající komise       | –                         | 29. prosince 1937  | 25. června 1938    |                       | –                          | –     |
| 1. | Douglas Hyde              | Douglas Hyde              | 25. června 1938    | 24. června 1945    |                       | všestranická nominace      | 1938  |
| 2. | Seán Thomas O'Kelly       | Seán Thomas O'Kelly       | 25. června 1945    | 24. června 1959    |                       | Fianna Fáil                | 1945  |
| 2. | Seán Thomas O'Kelly       | Seán Thomas O'Kelly       | 25. června 1945    | 24. června 1959    |                       | sám sebou                  | 1952  |
| 3. | Éamon de Valera           | Éamon de Valera           | 25. června 1959    | 24. června 1973    |                       | Fianna Fáil                | 1959  |
| 3. | Éamon de Valera           | Éamon de Valera           | 25. června 1959    | 24. června 1973    |                       | Fianna Fáil                | 1966  |
| 4. | Erskine Hamilton Childers | Erskine Hamilton Childers | 25. června 1973    | 17. listopadu 1974 |                       | Fianna Fáil                | 1973  |
| –  | Předsedající komise       | –                         | 17. listopadu 1974 | 19. prosince 1974  |                       | –                          | –     |
| 5. | Cearbhall Ó Dálaigh       | Cearbhall Ó Dálaigh       | 19. prosince 1974  | 22. října 1976     |                       | všestranická nominace      | 1974  |
| –  | Předsedající komise       |                           | 22. října 1976     | 3. prosince 1976   |                       | –                          | –     |
| 6. | Patrick Hillery           | Patrick Hillery           | 3. prosince 1976   | 2. prosince 1990   |                       | Fianna Fáil                | 1976  |
| 6. | Patrick Hillery           | Patrick Hillery           | 3. prosince 1976   | 2. prosince 1990   |                       | Fianna Fáil                | 1983  |
| 7. | Mary Robinsonová          | Mary Robinsonová          | 3. prosince 1990   | 12. září 1997      |                       | Irská labouristická strana | 1990  |
| 7. | Mary Robinsonová          | Mary Robinsonová          | 3. prosince 1990   | 12. září 1997      | Dělnická strana Irska |                            | 1990  |
| 7. | Mary Robinsonová          | Mary Robinsonová          | 3. prosince 1990   | 12. září 1997      | nezávislí             |                            | 1990  |
| –  | Předsedající komise       | –                         | 12. září 1997      | 11. listopadu 1997 |                       | –                          | –     |
| 8. | Mary McAleeseová          | Mary McAleeseová          | 11. listopadu 1997 | 10. listopadu 2011 |                       | Fianna Fáil                | 1997  |
| 8. | Mary McAleeseová          | Mary McAleeseová          | 11. listopadu 1997 | 10. listopadu 2011 |                       | sama sebe                  | 2004  |
| 9. | Michael D. Higgins        | Michael D. Higgins        | 11. listopadu 2011 | v úřadu            |                       | Irská labouristická strana | 2011  |